# Аль-Халіль аль-Фарагіді
Аль-Халіль Аль-Фарагіді (повне ім'я Абу Абд ар-Рахман аль-Халіль ібн Ахмад ібн Амр ібн Тамман аль-Фарагіді аль-Азді аль-Яхмаді, араб. أبو عبدالرحمن الخليل بن أحمد الفراهيدي; 718—786) — був одним із ранніх арабських лексикографів і філологів. Автор праці Кітаб Аль-Айн (араб. كتاب العين), яку вважають першим словником арабської мови, уклав сучасний стандарт вживання діакритичних знаків (голосних в арабському письмі), а також запровадив аль-аруд (наука про арабську просодію), музикологію та метр). Його праці також склали базу для просодії в перській, турецькій мовах та урду. Аль-Фарагіді вважали «яскравою зіркою» Басранської школи арабської граматики. Відомим його твором також є книга Кітаб аль-Муамма